# 代替財
代替財（だいたいざい、substitutional goods）とは、ある財の代わりを為す財のこと。あるいは、その財の価格の上昇が他方の財の需要量を増大させる財のこと。交差価格弾力性が正の値をとる2つの財の関係である。対義語は補完財。

## 代替財と価格弾力性
代替財を見出すことが困難であるような財の価格は、概して非弾力的となる。たとえば基礎的な食料品の価格が上がっても、その需要はあまり減少しない。これは需要の価格弾力性が非弾力的であることを意味する。

## 代替財と財の定義
代替財を見出すことの容易さは、財の定義（あるいはその市場の定義）とも関係している。より具体的に定義された財ほど、一般にその代替財を見出すことがより容易となる。たとえば「アイスクリーム一般」に対しては、より具体的に定義された「バニラのアイスクリーム」のほうが、その市場はより狭いものとなり、その代替財を見出すことはより容易となる。

### 代替財と価値
ある財の有する価値が、その財に固有のものとして考えられている場合、その代替財を見出すことは困難となる。たとえばアイスクリーム市場で、バニラの風味だけ が嗜好されるものと仮定した場合、他の風味のアイスクリームは、代替財として機能することが困難となる。他の例としては、宝石市場におけるダイアモンドがある。ダイアモンドには、他の宝石にはないダイアモンドだけ がもつ固有の価値があるものと考えられている。

## 代替財と独占
完全な独占にあっては、代替財は存在しない。そのため、ある財の価格が引き上げられても、その代替財を代わりに需要することができない。そこでプライスメーカーの企業は、その利潤を最大化する価格を設定することが可能となる。

### スーパースター現象
ある地区における最高のレストランが人気を集めていたとする。この場合、他のレストランが代替財として機能することは困難である。とはいえレストランには定員がある。そのため他のレストランとの格差がきわめて大きくなることはない。
これに対して、個性的な人気俳優の主演する映画が人気を集めていたとする。この場合、他の俳優との格差はきわめて大きなものとなりうる（スーパースター現象）。これは、きわめて多数の消費者が同時に利用できるという性質を映画がもつことによる。

## 代替財と所得効果
ある財とその代替財の需要量の変化は、これを相対価格の変化による代替効果と、実質所得の変化による所得効果に分解できる（スルツキー分解）。代替効果では、ある財の価格下落はその代替財の需要量を減少させる。これに対して所得効果では、実質所得の増加を通じ、一般に双方の財の需要量が増大する。このように代替効果だけでなく所得効果をも考慮した全部効果で代替が成立するとき、とくに粗代替財という。

## 代替財と無差別曲線
同じ効用が得られる財の組み合わせを結んだものを無差別曲線という。ある財とその代替財の比率が一定のとき、これらの財は完全代替財となる。たとえば、千円札と五千円札の比率は一定の5となる。このとき無差別曲線は直線となる。